# Аверов, Дмитрий Львович
Дмитрий Львович Аверов (род. 3 июня 1974, Воронеж, РСФСР, СССР) — российский государственный и политический деятель. Председатель Липецкого областного Совета депутатов (2021-2023). С сентября 2023 года — депутат Государственной думы восьмого созыва, избранный по округу Липецкий № 114 от партии «Единая Россия». Вошёл в состав комитета Государственной думы VIII созыва по строительству и жилищно-коммунальному хозяйству. Член фракции «Единая Россия».

## Биография
Родился 3 июня 1974 года в Воронеже.
Окончил среднюю школу № 51 в Воронеже.
В 2002 году окончил Воронежский государственный технический университет, инженер по специальности «Технология машиностроения».
В 2006 году окончил Российский государственный торгово-экономический университет, экономист-менеджер по специальности «Экономика и управление на предприятии».
Работал в группе компаний «Пятёрочка» (франчайзинг, г. Воронеж) финансовым директором, заместителем генерального директора по экономике. 
В 2007 году работал директором департамента финансов ООО «Воронежская девелоперская компания» Евгения Хамина, депутата Воронежской городской думы. В мае 2007 года компания завершила строительство первого в Воронеже торгово-развлекательного центра «Московский проспект». После занималась реализацией торгово-развлекательных центров «Максимир» (девелопмент и генподряд) и Сити-парк «Град». Затем, в том же 2007 году, работал финансовым директором компании «Евросеть Мос1» в Москве.

### ЦентрТелеком, Ростелеком
С ноября 2007 года работал заместителем директора тамбовского филиала ОАО «ЦентрТелеком» по экономике и финансам. Тогда же, 21 ноября 2007 года, директором Тамбовского филиала был переназначен Сергей Михайлович Клычев. Тамбовский филиал на тот момент был одним из 15 филиалов компании. С января 2010 года — первый заместитель директора филиала — директор по развитию бизнеса и продажам.
В августе 2011 года был назначен директором липецкого филиала ПАО «Ростелеком». Незадолго до этого, в апреле 2011 года, в связи с реорганизацией ГК ОАО «Связьинвест» и присоединения межрегиональных компаний связи к ОАО «Ростелеком», Липецкий филиал «ЦентрТелекома» был преобразован в Липецкий филиал «Ростелекома».
В конце 2012 года получил степень MBA по специализации «Управление в отрасли телекоммуникаций» в Московской международной высшей школе бизнеса «МИРБИС».

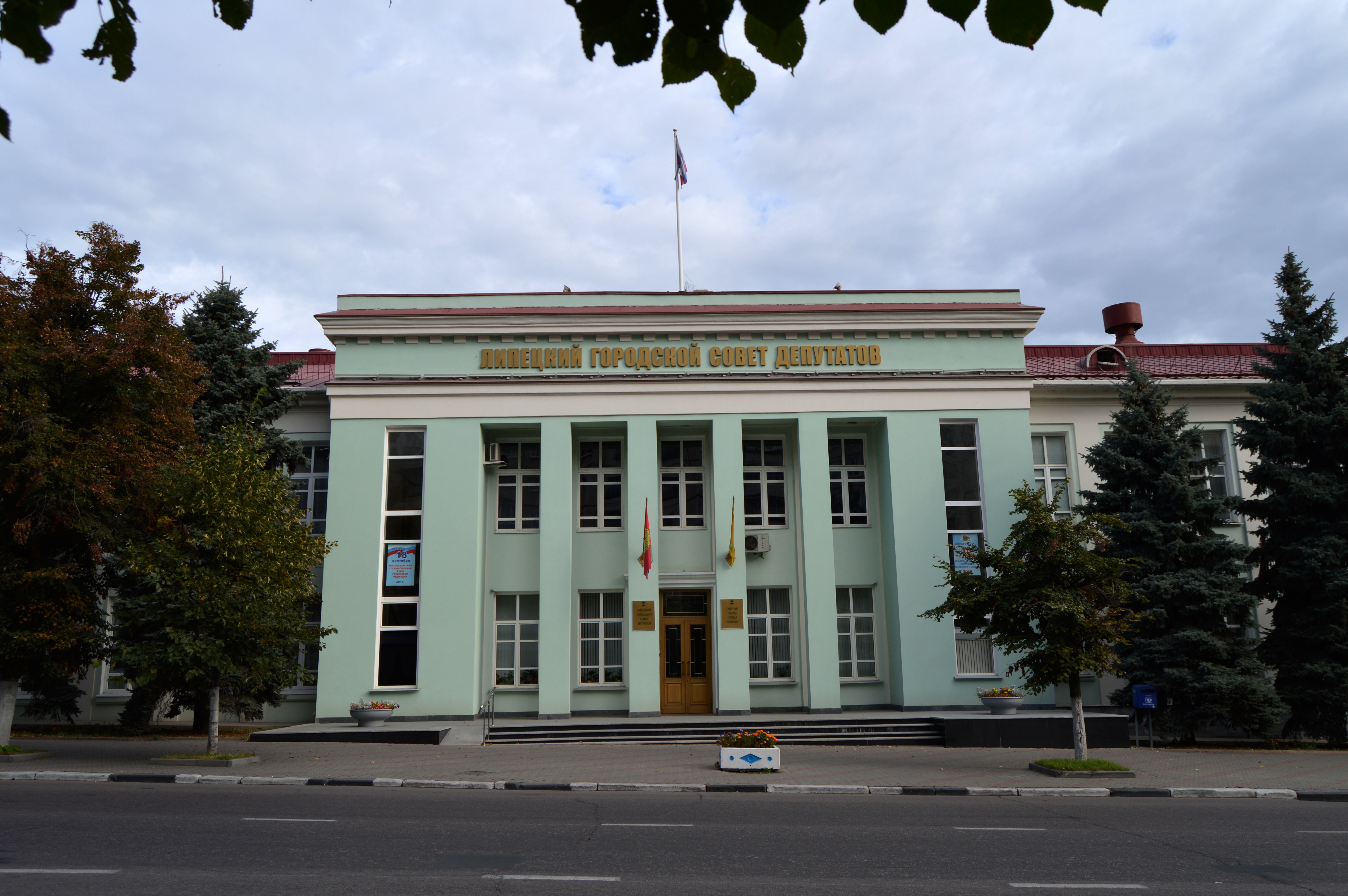
Здание Липецкого городского совета депутатов

Летом 2015 года был выдвинут партией «Единая Россия» на выборах депутатов Липецкого городского совета депутатов 5 созыва кандидатом в одномандатном округе №22. На состоявшихся 13 сентября 2015 года выборах получил большинство голосов (810 голосов или 43,52 %), опередив кандидата от КПРФ Сергея Гурихьяна (444 голоса или 23,8 %). 
17 сентября избранные депутаты собрались в горсовете, их приветствовал глава Липецка Михаил Гулевский. В Липецком городском совете 5 созыва Аверов работал в двух постоянных комиссиях по бюджету и муниципальной собственности, а также по транспорту, дорожному хозяйству и благоустройству.

### В администрации Липецка
14 ноября 2016 года Дмитрий Аверов назначен заместителем главы администрации города Липецка Сергея Иванова. На этой должности Аверов сменил Александра Лысова. Будучи вице-мэром Аверов занимался в первую очередь финансово-экономической сферой. После назначения сложил полномочия депутата городского совета.
В июле 2017 года назначен первым заместителем главы администрации города Липецка (глава города — Сергей Иванов). Координировал работу в сферах экономики, потребительского рынка и финансов, закупочной деятельности, общественного транспорта, дорожного хозяйства и благоустройства, управлений административно-технического контроля и территориальных округов. В августе 2018 года Аверов как первый вице-мэр курировал департамента транспорта мэрии.

### Заместитель губернатора Липецкой области

Здание правительства Липецкой области

2 октября 2018 года сменился губернатор Липецкой области, место ушедшего Олега Королёва занял как врио губернатор Игорь Артамонов. После этого последовала череда отставок заместителей губернатора. Новый губернатор начал назначать новых заместителей. 12 октября 2018 года Игорь Артамонов назначил Дмитрия Аверова вице-губернатором по вопросам экономики, инвестиций, торговли, внешне-экономических связей, малого и среднего бизнеса.
6 июня 2019 года Липецкой области были назначены выборы губернатора. В тот же день врио губернатор Игорь Артамонов заявил, что при выдвижении в июле его кандидатами в Совет Федерации будут экс-губернатор Олег Королёв, первый заместитель Дмитрий Аверов и исполняющая обязанности мэра Липецка Евгения Уваркина.
В августе 2019 года Аверов рассказал о инвестиционных проектах в Липецкой области: НЛМК, «ЛипецкАгро» и «Елецкие овощи», строительство группой компаний «Белая дача» завода по производству картофеля фри в особой экономической зоне «Липецк». Тогда же стало известно, что китайский автоконцерн Lifan отказался от строительства завода по сборке автомобилей стоимостью 8 млрд рублей в особой экономической зоне «Липецк», сочтя его экономически невыгодным.
В сентябре 2019 года на выборах Игорь Артамонов был избран губернатором. Вступив в должность, Артамонов назначил сенатором Олега Королёва. Дмитрий Аверов остался на должности вице-губернатора по вопросам экономики.
Весной 2021 года в ходе подготовки к выборам в Государственную думу 8 созыва липецкое реготделение «Единой России» провело праймериз по отбору кандидатов в избирательных округах № 114 и № 115. Вице-губернатор Дмитрий Аверов участвовал в праймериз по Левобережному округу № 115 и получил там большинство голосов. Однако несмотря на итоге преймериз партия выдвинула кандидатом действующего депутата и фактического представителя НЛМК Михаила Тарасенко. По округу № 114 партия также выдвинула действующего депутата Николая Борцова.

### Совет Федерации и выборы в Липецкий облсовет (2021)
17 июня 2021 года были назначены выборы в Липецкий областной совет депутатов. В тот же день Олег Королёв объявил о досрочном сложении полномочий сенатора Совета Федерации. 30 июня 2021 года губернатор Липецкой области Игорь Артамонов наделил Дмитрия Аверова полномочиями члена Совета Федерации РФ от исполнительного органа власти региона. А на должности вице-губернатора Аверова сменил Сергей Курбатов. 
9 июля 2021 года Липецкое региональное отделение «Единой России» утвердило список кандидатов в Липецкий областной совет 7 созыва. В общей части списка были губернатор и секретарь реготделения Игорь Артамонов, заместитель секретаря реготделения Дмитрий Аверов и Владимир Богодухов. 15 июля областной избирком заверил список.
Однако в начале сентябре 2021 года стало известно, что сенатором Аверов так и не стал. В Совете Федерации заявили, что «документы о наделении полномочиями сенатора Дмитрия Аверова не поступали». В пресс-службе администрации Липецкой области не смогли это прокомментировать. При этом в предвыборных материалах Дмитрий Аверов фигурировал как сенатор Российской Федерации — представитель от администрации Липецкой области, а местом работы значился Совет Федерации.
На состоявшихся 19 сентября 2021 года выборах в Липецкий областной совет депутатов список «Единой России» получил 218856 голосов или 46,42 %, что было реализовано в 7 мандатов. 21 сентября избирком распределил мандаты, один из которых получил Дмитрий Аверов.

### Липецкий областной совет
1 октября 2021 года на первой сессии Липецкого облсовета 7 созыва в ходе тайного голосования Аверов был избран на должность председателя. Его кандидатуру поддержали 27 из 42 присутствующих на сессии депутатов, против него выступили 15.
Дополнительные выборы в Госдуму
23 апреля 2023 года скончался 77-летний депутат Госдумы Николай Борцов, избранный по округу № 114. В мае Липецкое региональное отделение «Единой России» объявило праймериз по отбору кандидата на ожидавшиеся в сентябре выборы и Дмитрий Аверов подал документы для участия. 13 июня в Липецком региональном отделении «Единой России» заявили, что провели праймериз по довыборам в Госдуму по 114 избирательному округу и большинство голосов получил Дмитрий Аверов. 14 июня 2023 года ЦИК РФ назначила дополнительные выборы на 10 сентября. 4 июля 2023 года на заседании генсовета «Единой России» в Москве под председательством Дмитрия Медведева Дмитрий Аверов был выдвинут кандидатом.

### Государственная дума
С 8 по 10 сентября 2023 года в Липецкой области прошли трёхдневные выборы депутата Госдумы по одномандатному округу № 114. Дмитрий Аверов получил 106 525 голосов избирателей, что составило 58,84 %. 13 сентября ЦИК РФ подтвердила избрание. Его полномочия продлятся до сентября 2026 года. После избрания в Госдуму Аверов сложил с себя полномочия спикера регионального парламента.
В Госдуме стал членом комитета по строительству и жилищно-коммунальному хозяйству (председатель С. А. Пахомов, ЕР).